# 蔵王山神社

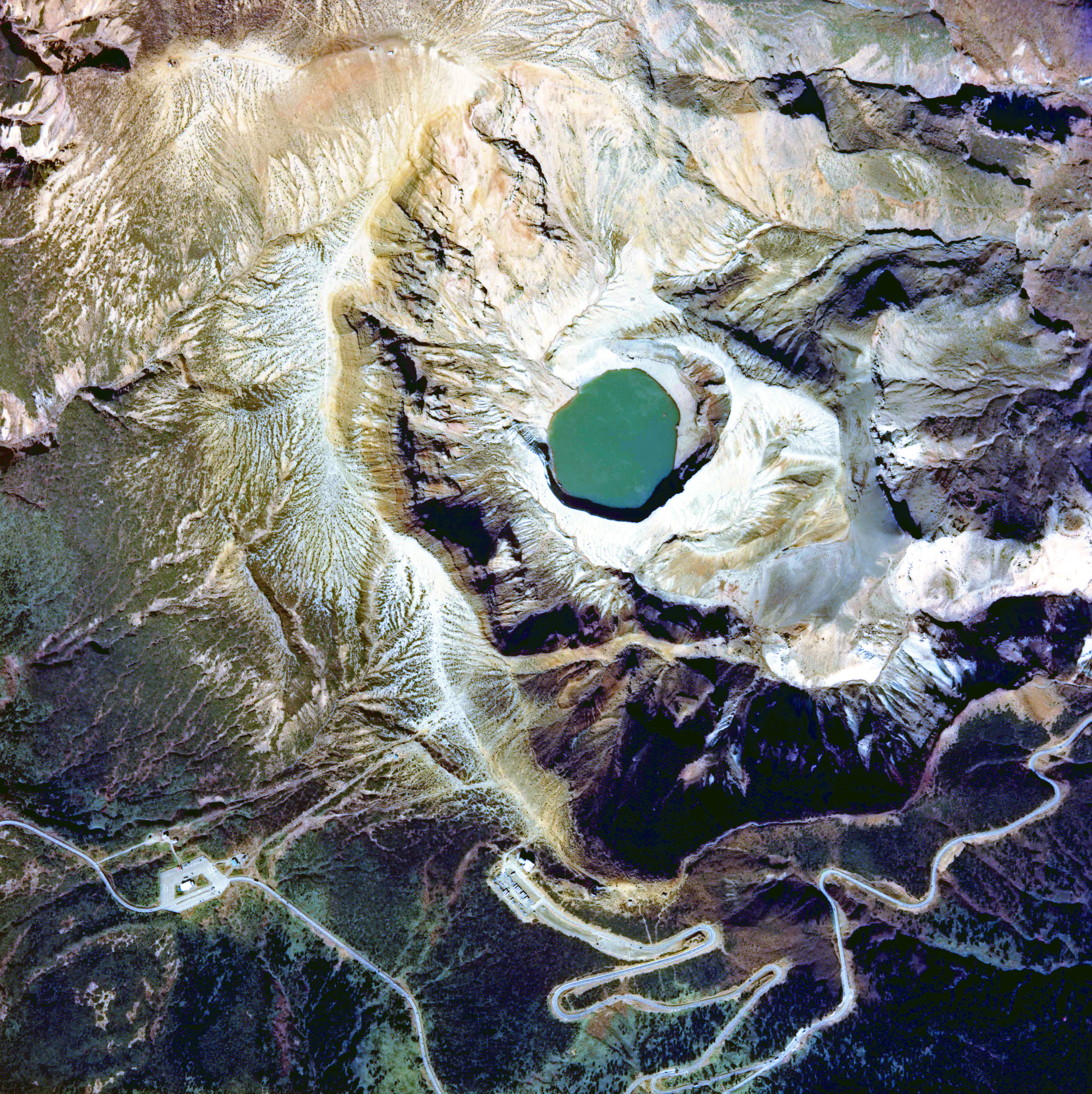
1976年度（昭和51年度）撮影の
写真左上の熊野岳山頂に蔵王山神社がある。
そのほか、写真中央に御釜（五色沼）があり、その東側に五色岳がある。これらを東側が開いたC形の外輪山が囲む。南側の外輪山の刈田岳頂上には「蔵王」の名称の由来となった刈田嶺神社（奥宮）、および、蔵王レストハウスなどがある。

蔵王山神社（ざおうさんじんじゃ）は、山形県山形市上宝沢の蔵王連峰主峰である熊野岳山頂（標高1,841m）にある神社である。祭神は須佐之男命。
山形市蔵王温泉を見下ろす「瀧山」、蔵王温泉内にある「酢川神社」（酢川温泉神社）とともに三社一宮をなしている。

## 歴史
680年（天武天皇9年）、奥羽山脈の宮城県側の不忘山に「権現社」が建立され、690年（持統天皇4年）に、役小角という行者が吉野の金峯山寺から金剛蔵王大権現を勧請して、宮城県側の刈田岳山頂に祀った（「蔵王大権現社」。後の刈田嶺神社（奥宮）および刈田嶺神社（里宮））。これ以降、修験道の修行の場となった当地の奥羽山脈は「蔵王山」と呼ばれるようになった。
「蔵王山」の山形県側では708年、当社の前身である「熊野神社」が熊野岳に建立された。熊野修験の信者からは、吉野・大峰山に対して「東のお山」と呼ばれている。熊野神社には、後年熊野権現と白山権現も勧請されている。
712年には、山形市下宝沢に「三乗院」が作られて山岳修験の拠点となり、承和年間中（834年～847年）に、酢川神社が作られ、851年に慈覚大師が「瀧山」（りゅうざん）を開山した。これ以降、当社は、瀧山（本宮）、酢川神社（口ノ宮）、熊野神社（離宮）の三社一宮となった。三社一宮は、熊野信仰の特徴である。
後に、瀧山の周辺には300坊と呼ばれるほどの宿坊が立ち並び、蔵王修験の中心となった。
1952年（昭和27年）、熊野神社から蔵王山神社へと改名された。
瀧山に関しては蔵王権現と切り離し、「瀧山信仰」であったとする論もあるが、現在も続いている瀧山の例大祭は、蔵王山神社と瀧山閉山後に遷座した瀧山神社が合同で行っている。また、毎年の山開きの日には、蔵王山神社の氏子、刈田嶺神社の氏子双方が、刈田峠駐車場に集い、共に山の安全祈願を行っている。

## 社殿
木製の鳥居とトタン葺きのささやかなお宮が存在し、お宮の周りを石垣で固めている。

## 補足
- 現在山形県の県庁所在地である山形市は、蔵王連峰の麓にあるため、「山方」と呼ばれていた。さらに、「山方」はさらに細かく「下山方」、「上山方」に分けられ、後に、「下山方」が山形、「上山方」が上山になった。
- 三社一宮ではあるが、瀧山は閉山されて久しく蔵王山神社は山頂にあるため、酢川温泉神社（祭神：大国主命、少彦名命、須佐之男命、軻遇突智神）が三社の管理を行っている。瀧山山頂にもささやかな神社がある。
- 瀧山は、北条時頼の不興をかったため閉山を命ぜられた。その後、山麓に移転し、もともと瀧山の1坊であった岩波の天台宗新福山石行寺（本尊：十一面観音菩薩、別名：岩波観音）、そこから分かれた天台宗医王山瀧山寺、瀧山神社（祭神：木花咲耶姫）として現存している。瀧山寺境内には、巨大な蔵王山板碑がある。山形市内には、いくつか瀧山を遥拝する石鳥居が残されており、往時の繁栄をしのぶことが出来る。元木の石鳥居もその一つとされる。
- 蔵王修験の拠点となった下宝沢には、今でも個人宅（上述「三乗院」の末裔）に「木造蔵王権現立像」が現存している。毎年8月3日、山形花笠祭りの前夜祭に合わせ、「木造蔵王権現立像」を蔵王温泉の酢川温泉神社に遷座している。この日、蔵王温泉では「蔵王温泉夏祭り」が開催される。

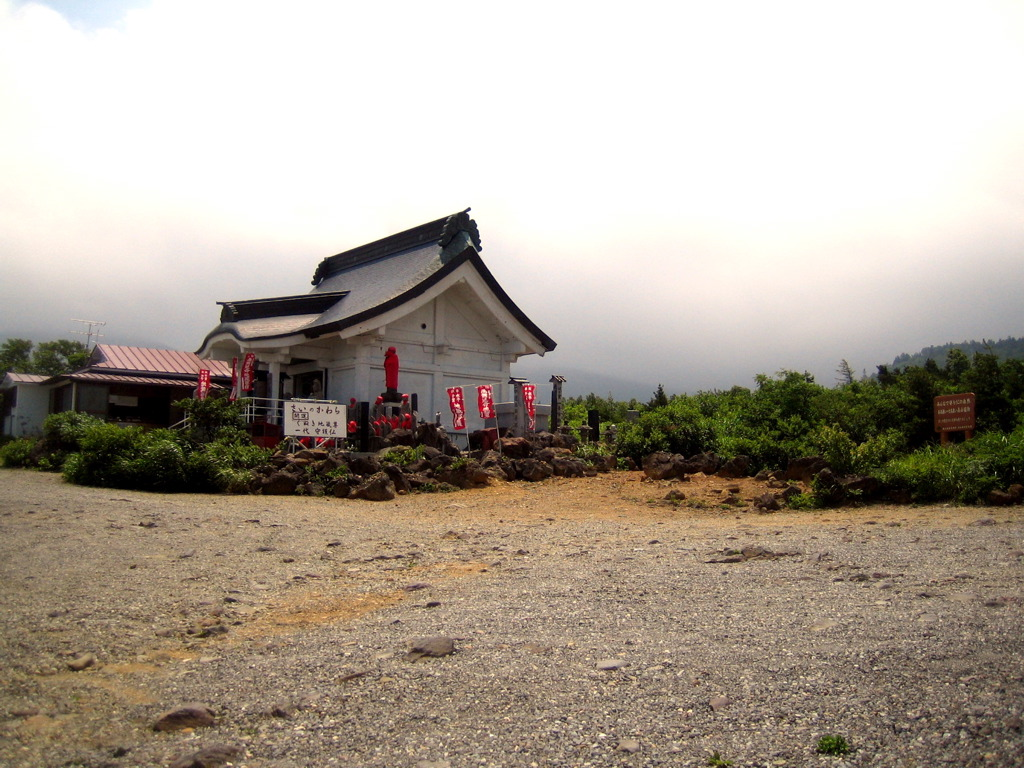
賽の河原の蔵王寺

- 蔵王エコーラインを宮城側に少し下った通称「賽の河原」には、単立寺院である「金峰山蔵王寺（延命地蔵尊）」があり、役小角による創建であるとしている。実際には、神仏分離によって刈田嶺神社から切り離され廃された寺を、1953年（昭和28年）に賽の河原に復興したものである。遠刈田温泉内に蔵王寺別院を置いている。

## 周辺
- 蔵王温泉
- 遠刈田温泉
- 蔵王ハイライン